# Хамм
Хамм (нем. Hamm) — город земельного подчинения на западе Германии, в федеральной земле Северный Рейн-Вестфалия. Население — 180 761 тыс. человек (2023). В районе Унтроп находится крупная тепловая электростанция с действующими энергоблоками A,B,C и строящимися D,E.

## Районы города

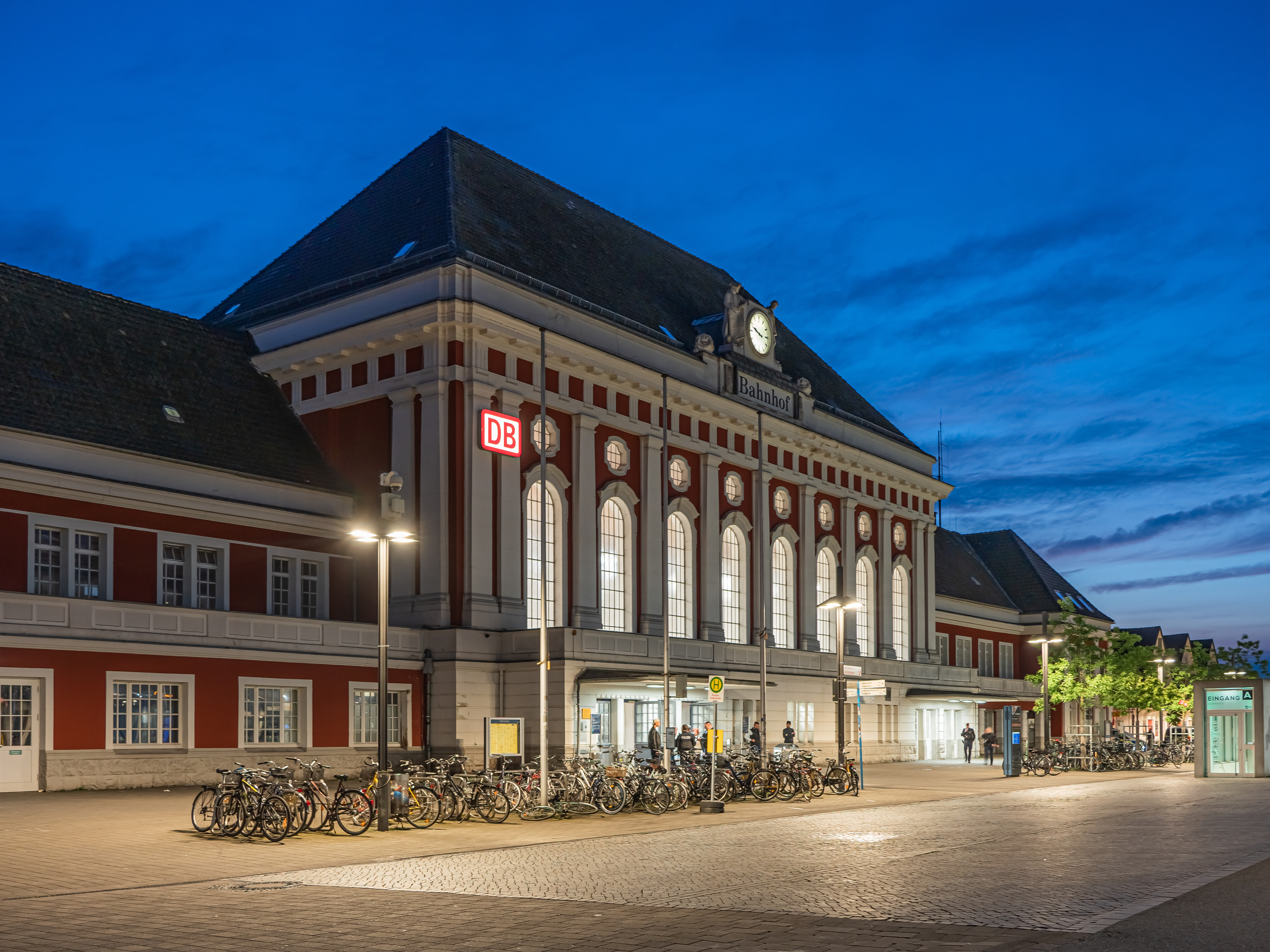
Главный железнодорожный вокзал

Город разделён на семь районов — Центр, Унтроп, Ринерн, Пелкум, Херринген, Бокум-Хёфель и Хеессен. Каждый район представлен 19-ю делегатами, так называемыми районными представителями (Bezirksvertretung), которые выбираются жителями районов города на коммунальных выборах. Районные делегаты выбирают председателя (Bezirksvorsteher) и представителей (Repräsentanten).
Для статистики районы города разделены на так называемые «статистические районы», и те, в свою очередь, подразделены на «блоки зданий». Статистические районы обозначены двухзначным числом и получили особые названия.
Округа города и статистические районы:
1. Хамм-Центр: Центр, Центр-Юг, Центр-Восток, Юго-восток Верлской улицы, Юго-запад Верлской улицы, Северо-запад улицы Ланге, Юго-запад улицы Ланге, Вокзал, включая восточную товарную станцию
2. Унтроп: Курпарк, Марк, Браам, Веррис, Гайте, Оственнемар, Норддинкер, Вёкингхаузен, Фрилингхаузен, Унтроп-Центр
3. Ринерн: Берге, Весттюнен западнее улицы Хайде, Весттюнен восточнее улицы Хайде, Ринерн-Центр, Осттюнен, Фрайске, Остерфлирих, Вамбельн, Аллен
4. Пелкум: Вишерхофен/Даберг, Лохаузерхольц, Зельмигерхайде/Веетфельд, Цехензидлюнг, Херрингхольц, Пелкум-Центр, Вестерхайде, Лерхе
5. Херринген: Вестенфельдмарк, Остфельд, Хайдхоф, Херринген-Центр, Нордхерринген, Херрингер Хайде, Зандбохум
6. Бокум-Хёфель: Норденфельдмарк-Запад, Хёфель-Центр, Хёфель-Север, Хёфель-Радбот, Бокум, Барзен, Хамм-Север, Хользен, Гайнегге, Хёльтер
7. Хеессен: Норденфельдмарк-Восток, Маттенбеке, Цехе-Заксен, Хеессенер Гартенштадт, Хеессернер Дорф, Вестхюзен, Дасбек, Фрилик

| Год  | Население |
| ---- | --------- |
| 1995 | 184 020   |
| 2000 | 181 804   |
| 2005 | 184 926   |
| 2010 | 181 741   |

## Географическое положение
Хамм расположен на востоке Рурской области, в самом сердце Вестфалии, на обоих берегах реки Липпе, которая протекает на протяжении 31,7 км в черте города с востока на запад. 

## История города

### Символика
На гербе города обозначены на золотом фоне три шахматных ряда в красном и серебряном. Цвета города и флаг города красно-белые. В 1934 году герб Хамма был обновлен, но мало чем изменился с 13-го века. Первоначально он являлся гербом графского рода фон дер Марк, основавшего город в 1226 году. После региональной реформы в 1968 и 1975 годах ни гербы, ни составные части гербов городов и районов, включённых в состав города Хамма, не были внесены в исторический герб города. Внешний вид герба можно найти в правом верхнем углу страницы.

## Экономика
В городе расположена компания SMT Sharf.

## Города-побратимы
Хамм является городом-побратимом следующих городов:
- Нёшато, Франция (1967)
- Санта-Моника, США (1969)
- Брадфорд, Великобритания (1976)
- Чаттануга, США (1977)
- Масатлан, Мексика (1978)
- Туль, Франция (1987)
- Ораниенбург, Германия (1990)
- Калиш, Польша (1991)
- Афьонкарахисар, Турция (2005)

## Известные жители
- Клаус Аккерман (20 марта 1946 года, Хамм) — немецкий футболист.